# Abdul Mohsen Al-Sadoun
Abdul Mohsen Al-Sadoun (arabiska: عبدالمحسن السعدون) född 1879 i provinsen Basra, död 13 november 1929 i Bagdad, var en irakisk militär och politiker. Al-Sadoun var Iraks premiärminister vid fyra tillfällen mellan 1922 och 1929. Han begick självmord 1929.
Sadoungatan i Bagdad är uppkallad efter honom.